# Teufelsanbetung
Teufelsanbetung bezeichnet die rituelle Verehrung des Teufels, der im christlichen Glauben das Böse symbolisiert.

## Beschreibung
Die Anfänge dieser Glaubensvorstellungen werden im manichäisch-gnostischen Dualismus gesehen, der eine prinzipielle „Gleichrangigkeit von Gott und Teufel“ annahm. Einige gnostische Gruppierungen sollen Satan angebetet haben, damit er ihnen nicht schade. Häretiker wurden während des Mittelalters immer wieder verdächtigt, sich dem Teufel verschrieben zu haben. Den vermeintlichen Teufelsanbetern wurden allerhand magische Praktiken, scheußliche Rituale und Unzucht unterstellt. Der in Deutschland wirkende Inquisitor Konrad von Marburg († 1233) glaubte an die Existenz einer eigenen Sekte von Luziferianern. 1233 beschrieb Papst Gregor IX. diese angebliche Häresie in seinem Brief Vox in Rama. Dass eine solche Häresie außerhalb kirchlicher Klischees und Propaganda je im Mittelalter existiert habe, wird von der Wissenschaft weitgehend abgelehnt.
Die Vorstellung einer Teufelsanbetung zur Erlangung übernatürlicher Kräfte und zum Schaden guter Menschen erhielt in der Frühen Neuzeit im Zuge des Hexenwahns seine größte Ausformung, wird aber auch bis in die Gegenwart von Massenmedien und christlichen Kirchen für ihre Zwecke instrumentalisiert. Dabei werden oft Teufelsanbetung und Satanismus gleichgesetzt, obwohl zahlreiche Satanisten ihre jeweilige Weltanschauung von der rituellen Verehrung des Teufels abgrenzen. Die Annahme eines im Sinne des Satanismus organisierten Hexenkultes wird von Historikern meist abgelehnt. Es finden sich jedoch Hinweise auf einen echten Satanismus im Prozess gegen Gilles de Rais.
In Kunst und Literatur wird Teufelsanbetung immer wieder zum Gegenstand genommen, besonders in der Literatur des 19. Jahrhunderts (etwa Manfred von Lord Byron, Les litanies de Satan von Charles Baudelaire oder Là-bas von Joris-Karl Huysmans) und in Filmen wie Rosemaries Baby. Obwohl es immer wieder Meldungen von Schwarzen Messen gibt, ist die Existenz eines organisierten Teufelskultes weder historisch noch gegenwärtig nachweisbar. In der jüngeren Vergangenheit sind indes zumindest Aspekte davon in manchen okkulten Bewegungen und Subkulturen zu erkennen, etwa im Zusammenhang mit Death- und Black Metal.

## Fremde Religionen

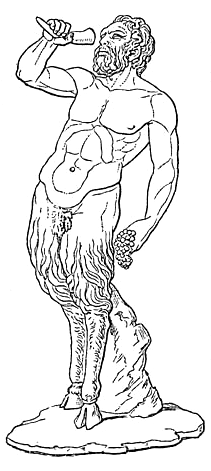
Der griechische Gott Pan

Von Christen wurden gelegentlich fremde Religionen als Teufelsanbetung gedeutet, indem fremde Götter mit dem Teufel gleichgesetzt wurden. So geht zum Beispiel die volkstümliche Vorstellung vom Teufel auf den griechischen Gott Pan zurück. Auch die Zoroastrier (Anhänger Zarathustras; s. auch Parsen) sowie Jesiden werden (besonders im Islam) oft als Teufelsanbeter (schaitan-parastiyyan, vor allem in Bezug auf einen vermutlich mit den Lehren von al-Hallādsch in Verbindung gekommenen Zweig der Ahl-e Haqq) verdächtigt.

## Verschwörungstheorien
Insbesondere in evangelikalen Kreisen in den USA wird häufig die Verschwörungstheorie verbreitet, dass Teufelsanbeter und Satanisten den Staat unterwandert hätten. Einige Argumente der Verschwörungstheoretiker sind:
- Das Siegel der USA zeige auf der Rückseite den Turm zu Babel.
- Fragwürdige Berichte von satanistisch-rituellen Vergewaltigungen und Morden entsprächen der Wahrheit.
- Die Mitgliedschaft Regierender in vermeintlich unchristlichen Vereinigungen (etwa der Freimaurerei)
- Die Illuminaten seien Ursprung einer satanischen Philosophie.

Siehe auch: Taxil-Schwindel